# Молодіжна алія

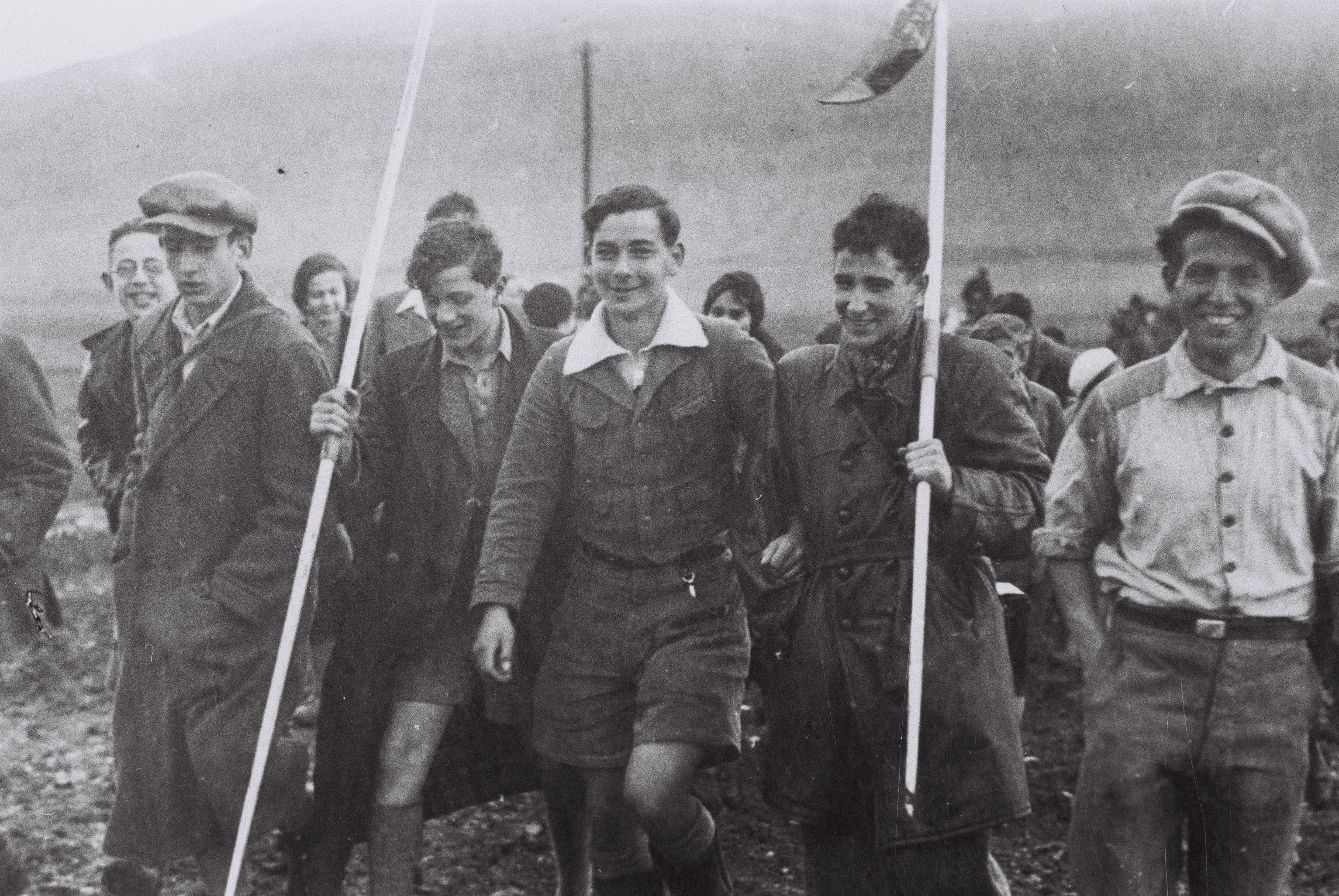
Перша німецька група молоді - Aliyah прямувала до Кібуца Ейн Гарода

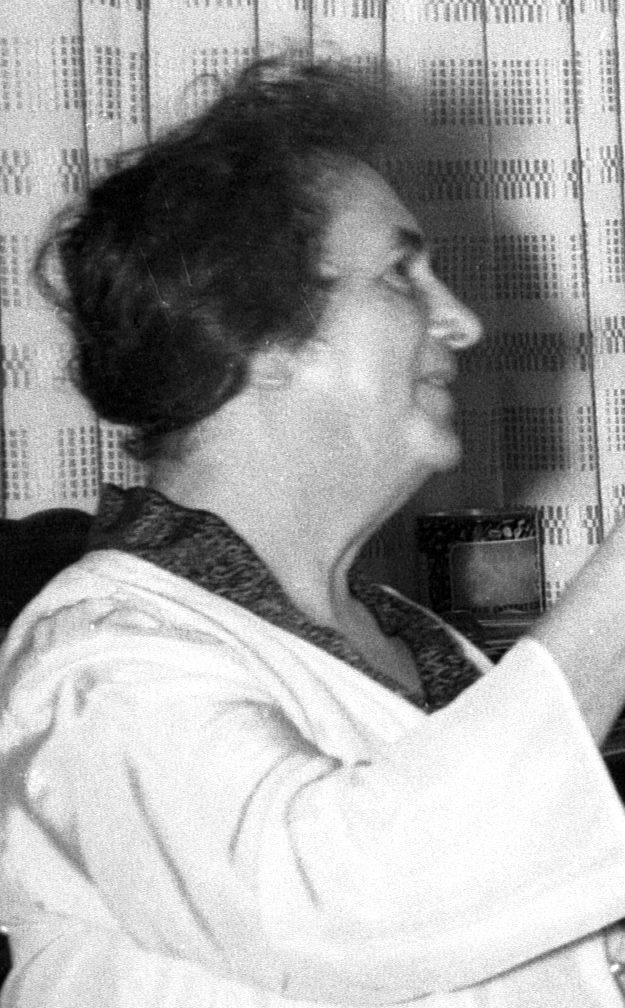
Реха Фрайєр, засновниця Молодіжної АліЇ (~ 1964)

Молодіжна Алія (іврит: עלית הנוער, Aliyat Hano'ar, нім. Jugend-Alijah, Молодіжна імміграція, англ. Youth Aliyah Child Rescue) — єврейська організація, яка врятувала тисячі єврейських дітей від нацистів у часи Третього Рейху. 'Молодіжна Алія' організувала їхнє переселення в Палестину в кібуци та молодіжні села, які для них стали і домом, і школою. Алія означає сіоністський принцип їхати до Єрусалиму.

## Історія
Реха Фрайєр, дружина рабина, заснувала Молодіжну Алію в Берліні того ж дня, коли Адольф Гітлер взяв владу, у понеділок 30 січня 1933 року. Організація була заснована з метою захисту німецької єврейської молоді, направляючи їх до програм навчання першовідкривачів у Палестині після закінчення початкової школи. Ініціативу підтримала Всесвітня організація сіоністів, діяльністю якої в Німеччині керувала Фрайєр, а Генріетта Шольд, після першого протистояння з такою ініціативою Фрайєр, в Єрусалимі.
Шольд скептично поставилась до переваг пропозиції Фрейєр щодо створення Алії, оскільки як особа, відповідальна за соціальні послуги Єврейського агентства на території всієї Палестини, вона була надзвичайно обмежена фінансово та не хотіла брати нову неперевірену програму для німецьких єврейських дітей. Потім Реха Фрайєр звернулась до доктора Зігфріда Лемана, засновника та директора молодіжного села Бен-Шемена. Він погодився прийняти 12 дітей. Генріетта Шольд була поінформована і передумала, погодившись організувати та очолити зусилля.
У той час коли Тамар де Сола Пул, колишня очільниця американської єврейської добровільної жіночої організації Хадасса, та її чоловік, які щойно завершили візит до Палестини і збиралися повернутися до США. Шольд зустрілась з нею та повідомила про рішення створення Молодіжної Алії, попросивши пані де Сола Пул переконати Хадассу посприяти проєкту. Остання, переконавши Хадассу, зателефонувала Едді Кантору, актору-коміку, який виписав чек на 25 000 доларів, щоб запустити програму. Хадасса і донині найбільшим спонсором Молоді Алія.
З приходом Гітлера до влади Нюрнберзькі расові закони були прийняті в 1935 році, а 31 березня 1936 р. початкові школи Німеччини були закриті для єврейських дітей. Шольд координувала заклик  Єврейського агентства до єврейських громад у всьому світі.
Після короткого періоду навчання в Німеччині молодь Молодої Алії була поміщена до кібуц на два роки, щоб вивчити землеробства та іврит. Кібуц Айн Гарод у долині Ізреель був одним із перших кооперативних поселень, що приймали такі групи. Багатьом дітям було важко розлучатись зі своєю родиною, і вони часто усвідомлювали причини своєї подорожі і що вони не повернуться до Європи. Батьки пручалися відправленню  своїх дітей до Палестини і розраховували приєднатися до них пізніше, проте багато людей загинули під час Голокосту. Молодь Алії мала систему квот, за якою вони вимагали, щоб принаймні 60% дітей були хлопчиками, для забезпечення значної кількості роботи на фермах.
Незадовго до початку Другої світової війни, коли імміграційні посвідчення до Палестини стало важко отримати, молодіжні активісти Алії в Лондоні розробили тимчасове рішення, згідно з яким групи молоді проходитимуть навчання піонерів у країнах за межами Третього Рейху, доки вони не зможуть іммігрувати до Палестина. З приблизно 10 000 дітей, які мігрували до Великої Британії під егідою програми «Кіндертранспорт», деякі мали намір пізніше потрапити до Палестини разом з Молодіжним Алією. Після цього британська політика, сформульована в листопаді 1938 році, сприяла не лише тисячам єврейських дітей назавжди оселитися у Сполученому Королівстві, але й 3400 особам, які тимчасово перебували там на шляху до Палестини. Коли війна поширилася по всій Європі, програма розширилась, щоб врятувати дітей із окупованих країн, таких як Югославія.
Фрайєр зазнала значного протистояння з боку єврейської громади Німеччини, яка продовжувала вірити, що заспокоєння та сприйняття нової політики — найкращий шлях для євреїв Німеччини. У 1938 році її виключили з правління заснованої нею організації — Комітету з питань підтримки єврейської молоді через її суперечливе використання незаконних методів. У 1940 році її звинуватили в антинацистській агітації, але завдяки тому, що була завчасно про це попереджена встигла втекти до Палестини, взявши з собою 40 підлітків.
Після Другої світової війни та Голокосту до Європи були направлені представники Алії для пошуку дітей, що вижили в таборах переміщених осіб. Представництво Молодої Алії було відкрито в Парижі. Дитячі будинки в Східній Європі були перенесені до Західної Європи. Молода Алія була впевнена, що згодом імміграція з комуністичних країн буде ускладнюватись.
Загалом 5000 підлітків були привезені до Палестини до Другої світової війни та здобували освіту в інтернаті для Молодої Алії. Інші були нелегально вивезені з окупованої Європи в перші роки війни, деякі до Палестини, інші до Великої Британії та інших країн. Після війни додаткові 15 000, більшість із яких пережили Голокост, були відправлені до підмандатної Палестини.
Пізніше Молода Алія стала відділом Єврейського агентства. Протягом багатьох років організація привозила молодих людей до Ізраїлю з Північної Африки, Центральної та Східної Європи, Латинської Америки, Радянського Союзу та Ефіопії.

## Діяльність сьогодні
Місія з порятунку дітей продовжується Молодіжною Алією і сьогодні, відіграючи певну роль в адоптації молодих прибулих до Ізраїлю, особливо з колишнього Радянського Союзу та Африки. Крім того, організація пропонує другий шанс ізраїльській молоді, яку влада по догляду за дітьми визначила «під загрозою».
Діти, які опікуються Молодою Алією, проживають у п'яти молодіжних селищах Ізраїлю. Ці села включають школи, гуртожитки, клубні будинки та ігрові майданчики.Вони пропонують психологічну підтримку, освіту, курси з розвитку та позакласну діяльність. Понад 2000 дітей через організацію знайшли дім та нове, більш змістовне життя.
Діти походять із найрізноманітніших сімей та часто мають серйозні емоційні, психологічні та поведінкові труднощі. Багато хто походить з неблагополучних та малозабезпечених сімей, дуже часто неповних сімей. Вони часто піддаються ризику через бідність, байдужість, домашнє насильство, сексуальне насильство, зловживання наркотиками чи алкоголем, психічні захворювання, безпритульність чи злочинну поведінку. Є діти, які страждають на рак і потребують перепочинку, а інші походять із сімей, які стали жертвами терору.

### Молодіжні села
- Алоней Іцхак було заснований у 1948 році, в якому проживає 400 молодих людей, і він робить акцент на музиці, драмі та танцях.
- Неве Хадасса, поблизу Нетанії, мешкає 310 осіб.
- Талпіоті в Гадері проживає 200 молодих людей.
- Тора o'Мікцоа  на південь від Хадери, спеціально обслуговує релігійних хлопців-підлітків, які не змогли вписатися в середовище середньої  школи єшиви. Поряд із освітою в Торі, вона пропонує професійну підготовку з механіки та техніки.
- Ємін Орде розташоване поблизу Хайфи де проживає 500 молодих людей. Це село двічі отримувало премію Президента за відмінну освіту. Програми виїзної роботи працювали протягом літніх місяців. Цей об'єкт був знищений пожежею у 2011 році та наразі відновлюється.

## Нагороди
- У 1958 році Молодіжна Алія була нагороджена Премією Ізраїлю за внесок в освіту, це було першим роком, коли премія присуджувалась організації[7].

## Керівники
Керівниками Молодіжної Алії після створення держави Ізраїль були Моше Кол, Меїр Готтесман (1978—1984), Урі Гордон та Елі Амір.

## Дивись також
- Хахшара[sk]
- Молодіжне село[en] (Kfar No'ar)
- Тагліт — „Відкриття“ • право за народженням
- Фонд Ам Ісраель[en]
- «Кіндертранспорт»[en]
- Список лауреатів премії Ізраїлю
- ГеХалуц[en]